# TotalEnergies/Saison 2021
Diese Liste beschreibt die Mannschaft und die Erfolge des Radsportteams TotalEnergies in der Saison 2021.

## Siege
| Siege    | Siege                         | Siege   | Siege  | Siege              | Siege |
| Datum    | Rennen                        | Staat   | Klasse | Sieger             |       |
| -------- | ----------------------------- | ------- | ------ | ------------------ | ----- |
| 24. Jan. | Gran Premi València           | Spanien | 1.2    | Lorrenzo Manzin    |       |
| 2. Mai   | Asturien-Rundfahrt, 3. Etappe | Spanien | 2.1    | Pierre Latour      |       |
| 5. Mai   | Tour du Rwanda, 4. Etappe     | Ruanda  | 2.1    | Valentin Ferron    |       |
| 9. Mai   | Tour du Rwanda, 8. Etappe     | Ruanda  | 2.1    | Cristian Rodríguez |       |
| 9. Mai   | Tour du Rwanda, Gesamtwertung | Ruanda  | 2.1    | Cristian Rodríguez |       |
| 15. Aug. | Grote Prijs Jef Scherens      | Belgien | 1.1    | Niccolò Bonifazio  |       |

## Fahrer
| Teamkader 2021                  | Teamkader 2021     | Teamkader 2021         | Teamkader 2021                       |
| Name                            | Geburtsdatum       | Land                   | Vorheriges Team                      |
| ------------------------------- | ------------------ | ---------------------- | ------------------------------------ |
| Edvald Boasson Hagen            | 17. Mai 1987       | Norwegen               | NTT Pro Cycling (2020)               |
| Niccolò Bonifazio               | 29. Oktober 1993   | Italien                | Bahrain-Merida (2018)                |
| Leonardo Bonifazio              | 20. März 1991      | Italien                | Unieuro Trevigiani-Hemus 1896 (2019) |
| Mathieu Burgaudeau              | 17. November 1998  | Frankreich             | Vendée U Pays de la Loire (2018)     |
| Jérémy Cabot                    | 24. Juli 1991      | Frankreich             | SCO Dijon (2019)                     |
| Jérôme Cousin                   | 5. Juni 1989       | Frankreich             | Cofidis, Solutions Crédits (2017)    |
| Víctor de la Parte              | 22. Juni 1986      | Spanien                | CCC Team (2020)                      |
| Fabien Doubey                   | 21. Oktober 1993   | Frankreich             | Circus-Wanty Gobert (2020)           |
| Valentin Ferron                 | 8. Februar 1998    | Frankreich             | Vendée U Pays de la Loire (2020)     |
| Marlon Gaillard                 | 9. Mai 1996        | Frankreich             | Vendée U Pays de la Loire (2019)     |
| Damien Gaudin                   | 20. August 1986    | Frankreich             | Armée de terre (2017)                |
| Alexandre Geniez                | 16. April 1988     | Frankreich             | AG2R La Mondiale (2020)              |
| Fabien Grellier                 | 31. Oktober 1994   | Frankreich             | Vendée U (2015)                      |
| Pierre Latour                   | 12. Oktober 1993   | Frankreich             | AG2R La Mondiale (2020)              |
| Chris Lawless                   | 4. November 1995   | Vereinigtes Königreich | Ineos Grenadiers (2020)              |
| Florian Maitre                  | 3. September 1996  | Frankreich             | Vendée U Pays de la Loire (2019)     |
| Lorrenzo Manzin                 | 26. Juli 1994      | Frankreich             | Vital Concept-B&B Hotels (2019)      |
| Paul Ourselin                   | 13. April 1994     | Frankreich             | Vendée U Pays de la Loire (2016)     |
| Adrien Petit                    | 26. September 1990 | Frankreich             | Cofidis, Solutions Crédits (2015)    |
| Cristian Rodríguez              | 3. März 1995       | Spanien                | Caja Rural-Seguros RGA (2020)        |
| Romain Sicard (1. Jan.–9. Apr.) | 1. Januar 1988     | Frankreich             | Euskaltel Euskadi (2013)             |
| Julien Simon                    | 4. Oktober 1985    | Frankreich             | Cofidis, Solutions Crédits (2019)    |
| Geoffrey Soupe                  | 22. März 1988      | Frankreich             | Cofidis, Solutions Crédits (2019)    |
| Niki Terpstra                   | 18. Mai 1984       | Niederlande            | Quick-Step Floors (2018)             |
| Anthony Turgis                  | 16. Mai 1994       | Frankreich             | Cofidis, Solutions Crédits (2018)    |
| Dries Van Gestel                | 30. September 1994 | Belgien                | Sport Vlaanderen-Baloise (2019)      |
| Alexis Vuillermoz               | 1. Juni 1988       | Frankreich             | AG2R La Mondiale (2020)              |
|                                 |                    |                        |                                      |
| Quelle: ProCyclingStats         |                    |                        |                                      |